# Мякишинское сельское поселение
Мякишинское сельское поселение — муниципальное образование в составе Верхошижемского района Кировской области России.
Центр — село Мякиши.

## История
Мякишинское сельское поселение образовано 1 января 2006 года согласно Закону Кировской области от 07.12.2004 № 284-ЗО.

## Население
| 2010 | 2012 | 2013 | 2014 | 2015 | 2016 | 2017 |
| ---- | ---- | ---- | ---- | ---- | ---- | ---- |
| 517  | ↘503 | ↘495 | ↘487 | ↘484 | ↘478 | ↘452 |
| 2018 | 2019 | 2020 | 2021 |      |      |      |
| ↘441 | ↘431 | ↘429 | ↘370 |      |      |      |

## Состав
В состав поселения входят 8 населённых пунктов (население, 2010):
- село Мякиши — 483 чел.;
- деревня Высоково — 1 чел.;
- деревня Кармановы — 0 чел.;
- деревня Максаки — 32 чел.;
- деревня Мулы — 0 чел.;
- деревня Рамеши — 0 чел.;
- деревня Саватеевы — 1 чел.;
- деревня Хазы — 0 чел.